# 朱浩伟
朱浩伟（英語：Jonathan Murray "Jon" Chu，1979年11月2日—），臺灣裔美国电影導演、編劇。

## 生平
父親是四川人，母親是台灣人。畢業於南加州大学电影艺术学院。導演的著名作品有《舞力全開》、《舞力全開3D》、《小賈斯汀：永不說不》、《瘋狂亞洲富豪》、《魔法坏女巫》等。

## 电影作品

### 导演
- 《Silent Beats》（2001，短片）
- 《When the Kids Are Away》（2002，短片）
- 《舞力全開》（2008）
- 《舞力全開3D》（2010）
- 《小賈斯汀：永不說不》（2011）[1]
- 《特種部隊2：正面對決》（2013）
- 《信仰小賈斯汀（英语：Justin Bieber's Believe）》（2013）
- 《芙蓉仙子（英语：Jem and the Holograms (film)）》（2015）
- 《出神入化2》（2016）
- 《瘋狂亞洲富豪》（2018）
- 《紐約高地》（2021）
- 《魔法壞女巫》（2024）
- 《魔法壞女巫：第二部》（2025）

### 编剧
- Silent Beats (2001)
- When the Kids Are Away (2002)
- "The Legion of Extraordinary Dancers" (2010)

### 摄影
- Killing Babies (2002)

## 其他作品
2013年10月，朱浩偉受邀為維珍美國航空執導拍攝飛行安全影片，以音樂劇的全新形式呈現而引起全球熱烈討論。